# The morning
The morning is een nummer van Moody Blues. Het is het derde deel van hun album Days of Future Passed. Het centrale deel van het nummer is geschreven door Ray Thomas, zanger en fluitist van de muziekgroep en heet "Another morning". De werktitel van het nummer was In a child’s world en verwees naar de onschuldige buitenspelende kinderen (vliegeren, cowboytjes spelen) etc. Het lied van Thomas wordt omsloten door een arrangement van Peter Knight voor orkest, de overgang naar de popsong is hier nauwelijks waarneembaar. Het geheel begint met een solo voor de dwarsfluit, het muziekinstrument van Thomas. Thomas zong het lied zelf en dat kon eigenlijk ook niet anders. Ray Thomas is de romanticus van de band, die veel van dit soort liederen zou schyrijven, zie ook zijn soloalbums From Mighty Oaks en Hopes, Wishes and Dreams. Drie andere karakteristieken van Thomas' werkjes zijn goed te horen, zijn gedragen stem, het stuwend ritme en de strikte scheiding zang en instrumentaal. Thomas zei daar later over: "Het is moeilijk zingen met een dwarsfluit aan je mond". Another morning was een van zijn eerste zelfgeschreven nummers.  
Een eigenaardige bijkomstigheid in de klank is het "napikken" (na de tel accenten leggen) op de mellotron, het instrument stond bekend om zijn traagheid van aanspreken.

## Musici
- Justin Hayward:  gitaar, zang
- John Lodge: basgitaar, zang
- Mike Pinder: mellotron, zang
- Ray Thomas: zang en dwarsfluit
- Graeme Edge: slagwerk, percussie
- Peter Knight , London Festival Orchestra: intro, outro